# Amblygobius sphynx
Amblygobius sphynx là một loài cá biển thuộc chi Amblygobius trong họ Cá bống trắng. Loài này được mô tả lần đầu tiên vào năm 1837.

## Từ nguyên
Không rõ hàm ý mà Valenciennes định danh cho loài này là sphynx, có lẽ đề cập đến tông màu nâu xám của chúng như những loài bướm đêm (tiếng Anh gọi là sphynx moth).

## Phân bố và môi trường sống
A. sphynx có phân bố ở khu vực Tây Ấn Độ Dương, từ Eritrea dọc bờ biển Đông Phi về phía nam đến vịnh Maputo của Mozambique, gồm cả Madagascar và các đảo quốc lân cận, và Tây Thái Bình Dương, từ quần đảo Yaeyama (Nhật Bản) trải dài về phía nam đến Rạn san hô Great Barrier (Úc) và Nouvelle-Calédonie, phía đông đến quần đảo Marshall, Kiribati và Fiji.
A. sphynx sống trên nền cát hoặc thảm cỏ biển của rạn san hô, được tìm thấy ở độ sâu đến ít nhất là 20 m.

## Mô tả
Chiều dài cơ thể lớn nhất được ghi nhận ở A. sphynx là 18 cm. Cá có màu nâu vàng (trắng ở bụng) với 5–6 vạch nâu sẫm với các vệt trắng ở hai bên thân. Trên lưng có một hàng các đốm đen nhỏ cách đều nhau. Vây lưng trước và sau có chiều cao bằng nhau, vây đuôi bo tròn.
Số gai ở vây lưng: 7; Số tia ở vây lưng: 13–15; Số gai ở vây hậu môn: 1; Số tia ở vây hậu môn: 13–15.

## Sinh thái
Thức ăn của A. sphynx chủ yếu là động vật giáp xác nhỏ và động vật chân bụng. Chúng ăn bằng cách ngậm một ngụm cát, lọc lấy thức ăn và tống hết cát qua khe mang.

## Thương mại
A. sphynx là một thành phần nhỏ trong ngành buôn bán cá cảnh.